# Lorena (São Paulo)
Lorena is een stad en gemeente in de Braziliaanse deelstaat São Paulo.
Het is gelegen in de microregio Guaratinguetá en is op 524 meter boven zeeniveau gelegen. De stad kende in 2004 77.843 inwoners. De gemeente is 416.5 km² groot.
De stad is de zetel van het rooms-katholieke bisdom Lorena.

## Geschiedenis
De plaats is in verschillende fases ontstaan. In 17e eeuw was de eerste bewoning in het gebied slechts één boerderij. In 18e eeuw veranderde dit en kwamen er meer gebouwen. In 1718 werd deze kleine nederzettingen samengevoegd tot wat men in het Nederlands een kerspel zou noemen. In 1788 werd het een gemeente met al een vrij redelijke grote woonkern. De plaats zelf werd pas in 1856 tot stad verheven. Als stad groeide het flink in de eeuw daarna, maar tegen het eind van de twintigste eeuw verdween deze groei. In 2000 telde de gemeente 77.990 inwoners en in 2004 77.843.

## Aangrenzende gemeenten
De gemeente grenst aan Cachoeira Paulista, Canas, Cunha, Guaratinguetá, Piquete en Silveiras.

## Verkeer en vervoer
De plaats ligt aan de wegen BR-116, BR-459, SP-060 en SP-062.